# Болтански, Люк
Люк Болтански (фр. Luc Boltanski, род. 4 января 1940) — французский социолог.

## Биография
Его отец — доктор медицины, профессор Этьен Александр Болтански (1896—1983), член Национальной медицинской академии — был сыном еврейских эмигрантов из Одессы Давида Эли Болтянского и Енты (Хелен) Макагон-Файнштейн. Младший брат — скульптор, фотохудожник и автор многих инсталляций Кристиан Болтански, старший — лингвист Жан-Эли Болтански (Jean-Élie Boltanski, род. 1935). Сын — писатель Кристоф Болтански (фр.).
Является профессором в парижском отделении Высшей школы социальных наук. В середине 1980-х годов совместно с Лораном Тевено учредил при Высшей школе социальных наук группу политической и нравственной социологии — Le Groupe de sociologie politique et morale (GSPM), которая занимает лидирующую позицию в новом, прагматическом направлении французской социологической школы. Работы Болтански оказали значительное влияние на социологию, политическую экономию и на историю социологии и экономики.

## Работа
Люк Болтански повлиял на возникновение и развитие раздела политической и моральной социологии. Направление исследовательских работ этого раздела социологии развивается по пути, предложенному английским философом венгерского происхождения Имре Лакатосом. Специфика данного метода заключается в попытке разработать теорию действия на основании теории социального факта Эмиля Дюркгейма, и при этом переосмысляя традицию «методологического структурализма» с позиции процессов и динамики. Исследования делают акцент на изменении в ходе конфликта характеристик дискутирующих сторон.

### Критика и обоснование справедливости
Написанная в соавторстве с Лораном Тевено книга «De la justification: les économies de la grandeur» (первое издание на французском — 1991 год, русский перевод «Критика и обоснование справедливости» — 2013 год) посвящена критике идеи о том, что современное общество представляет собой единый порядок. В противовес этой позиции авторы предлагают рассматривать общество как совокупность различных порядков. Под словосочетанием «экономии порядков» Болтански и Тевено предлагают 6 систематизированных, упорядоченных критериев оценивания. Эти многообразные порядки делятся на следующие: гражданские, рыночные, промышленные, бытовые, известные и вдохновленные. При этом данные порядки не связаны с соответствующими социальными институтами, а просто сосуществуют с ними в одном социальном пространстве. Болтански и Тевено наглядно демонстрируют это с помощью контент-анализа материалов, используемых на тренингах для повышения эффективности менеджериальных процессов в современных французских корпорациях. Центральное понятие работы «Об обосновании» обозначается в параграфе 5. Понятие «теста» призвано служить для определения форм конфликта среди участников с различными степенями легитимности. Если последующие в ходе конфликта друг за другом опыты обладают легитимностью, то такое положение обязывает участников прибегнуть к унификации их позиций в соответствии с порядками, на которые они ссылаются. Однако, в случае, когда каждый из участников конфликта ссылается на различные порядки ценности (Например, один к порядку гражданского общества, а другой — к порядку общества индустриального), подобные тесты работать не будут. Если же участниками руководит общее благо как цель (которое не принадлежит никакому из конфликтующих обществ), то в такой ситуации есть возможность достижения компромисса. Ярким примером такого достигнутого консенсуса можно назвать права трудящихся. Этот случай демонстрирует то, как индустриальное и гражданское общество нашли точки соприкосновения с целью избежания разногласий. Достижение компромиссов не гарантирует урегулирование ситуации, так как зачастую определение общего блага провоцирует новые конфликты.

### Новый дух капитализма
«Новый дух капитализма» — книга, изданная на французском в 1999 году (русский перевод — 2011 год). В качестве соавтора выступила Эв Кьяпелло (фр.). В этой работе авторы занимаются изучением седьмого «проектного города», организованного на концепте сетевой модели организации деятельности, который прочно укрепился в «проектной» системе. Если работа «Критика и обоснование справедливости» построена на анализе основных текстов политической философии, то в случае с «Новым духом капитализма» превалирующая часть работы исходит из систематического анализа управленческой литературы 1960-х и 1990-х годов, а в качестве одной из главных задач предстает описание «остатка», который не может быть интерпретирован с помощью языка 6 существующих городов.

## Издания на русском языке
- Болтански Л., Тевено Л. Социология критической способности // Журнал социологии и социальной антропологии. 2000. Том 3. № 3. — С. 66-83
- Болтански Л., Кьяпелло Э. Новый дух капитализма / Пер. с фр. под общей редакцией С. Фокина. — М.: Новое литературное обозрение, 2011. — 976 с.
- Болтански Л., Тевено Л. Критика и обоснование справедливости: Очерки социологии градов / пер. с фр. О. В. Ковеневой; науч. ред. перевода Н. Е. Колосов. — М.: Новое литературное обозрение, 2013. — 576 с.
- Тайны и заговоры. По следам расследований = Énigmes et complots: Une enquête à propos d’enquêtes. — СПб.: Издательство Европейского университета в Санкт-Петербурге, 2019.
- Болтански Л., Эскер А. Обогащение. Критика товара = Enrichissement. Une critique de la marchandise. / Пер. с фр. О. Волчек; под науч. ред. С. Фокина. — М.; СПб.: Изд-во Института Гайдара; Факультет свободных искусств и наук СПбГУ, 2021. — 600 с. — (Новое экономическое мышление). ISBN 978-5-93255-603-0